# Chronologie der Sonnensonden
Diese Liste führt chronologisch geordnet Raumsonden und L1-Observatorien auf, die mit dem primären Ziel gestartet wurden, die Sonne zu erforschen.
| Nr. | Mission            | Bild               | Startdatum (UTC)  | Organisation | Ergebnisse |
| --- | ------------------ | ------------------ | ----------------- | ------------ | --- |
| 1.  | Helios 1           | Helios             | 10. Dezember 1974 | DFVLR, NASA  | Die Sonde erreichte eine Sonnenumlaufbahn mit einer minimalen Sonnenentfernung von 46,5 Millionen Kilometern, was etwa der sonnennächsten Entfernung des innersten Planeten Merkur von der Sonne entspricht. Der Kontakt zu Helios 1 endete am 16. März 1986.   |
| 2.  | Helios 2           | Helios             | 15. Januar 1976   | DFVLR, NASA  | Die Sonde erreichte eine Sonnenumlaufbahn mit einer minimalen Sonnenentfernung von 43,5 Millionen Kilometer. Der Kontakt zu Helios 2 endete im Dezember 1981.                                                                                                   |
| 3.  | Ulysses            | Ulysses            | 6. Oktober 1990   | ESA, NASA    | Eine Raumsonde, die durch einen Swingby an Jupiter auf eine polare Sonnenumlaufbahn umgelenkt wurde. Die Ulysses-Mission wurde weit nach der ursprünglich geplanten Lebensdauer der Sonde mangels ausreichender Bordenergie am 29. Juni 2009 offiziell beendet. |
| 4.  | SOHO               | SOHO               | 2. Dezember 1995  | ESA, NASA    | Ein Sonnenobservatorium das sich in einem Halo-Orbit mit 600.000 km Radius um den (inneren) L1 im System Sonne-Erde in einer Entfernung von ca. 1,5 Millionen Kilometern zur Erde befindet.                                                                     |
| 5.  | Genesis            | Genesis            | 8. August 2001    | NASA         | |
| 6.  | STEREO             | STEREO             | 26. Oktober 2006  | NASA         | Zwei fast identischen Raumsonden, die die Sonne und die Wechselwirkung ihrer Teilchenausbrüche und Felder mit der Magnetosphäre der Erde dreidimensional beobachten (Stereoeffekt) und auch ihre erdabgewandte Seite überwachen.                                |
| 7.  | Parker Solar Probe | Parker Solar Probe | 12. August 2018   | NASA         | Eine Raumsonde, die sich der Sonnenoberfläche bis auf 8,5 Sonnenradien nähern soll. |
| 8.  | Solar Orbiter      | Solar Orbiter      | 10. Februar 2020  | ESA          | Eine Raumsonde, die den Sonnenwind, die Heliosphäre und das Weltraumwetter untersuchen soll. Dazu soll sie sich der Sonne bis auf 42 Millionen Kilometer nähern.                                                                                                |
| 9.  | Aditya-L1          | Aditya-L1          | 2. September 2023 | ISRO         | |